# Старые Ерыклы
 Старые Ерыклы  — деревня в Тукаевском районе Татарстана. Входит в состав Мелекесского сельского поселения.
Входит в Набережночелнинскую агломерацию.

## География
Находится в северо-восточной части Татарстана на расстоянии приблизительно 3 км на юг от юго-западной границы районного центра города Набережные Челны.

## История
Известна с 1795 года, упоминалась также как Ерыклы-Мелекесь. До 1860-х гг. жители относились к категории государственных крестьян. Занимались земледелием, разведением скота. По сведениям 1870 года, в деревне Ерыклы-Мелекесь была ветряная мельница.

## Население
Постоянных жителей было: в 1870—391, в 1913—473, в 1920—452, в 1926—334, в 1938—437, в 1949—334, в 1958—351, в 1970—321, в 1979—263, в 1989—135, 370 в 2002 году (татары 89 %), 1120 в 2010.

## Инфраструктура
Начальная школа, клуб, библиотека. Мечеть.